# Zachodnia Straż Obywatelska
Zachodnia Straż Obywatelska (ZSO) – straż obywatelska powołana 19 lipca 1920 przez Radę Obrony Państwa na obszarze byłej dzielnicy pruskiej w celu udzielenia pomocy władzom bezpieczeństwa publicznego w utrzymaniu ładu i porządku w kraju. ZSO była cywilną formacją pomocniczą Wojska Polskiego lub Policji Państwowej na terenie byłej dzielnicy pruskiej – tzn. na terenie: województwa poznańskiego i województwa pomorskiego.
Rozporządzenie Rady Obrony Państwa weszło w życie w dniu 27 lipca 1920. Straż miała funkcjonować tylko w czasie wojny z bolszewikami. Na czele ZSO stał Komendant Główny. Komendantowi Głównemu podlegało bezpośrednio dwóch komendantów wojewódzkich (województwa poznańskiego i województwa pomorskiego). Komendanta Głównego i komendantów wojewódzkich mianował Minister byłej Dzielnicy Pruskiej. Komendantom wojewódzkim podlegali komendanci powiatowi. Komendantów powiatowych mianował komendant wojewódzki na wniosek starosty. Komendant Główny, w razie potrzeby, mógł powołać komendantów obwodowych i podporządkować im kilku komendantów powiatowych.
Straż została zobowiązana do wykonywania poleceń państwowych władz administracyjnych, ale wyłącznie w zakresie swego działania, czyli utrzymania ładu i porządku w kraju. W razie potrzeby członkowie straży mogli otrzymać broń.
Obowiązkowi służby w ZSO podlegali wszyscy obywatele płci męskiej, w wieku od 16 do 50 lat, zamieszkujący lub stale przebywający w byłej dzielnicy pruskiej, którzy nie zostali powołani do czynnej służby wojskowej. Z obowiązku służby w ZSO zwolnieni zostali obywatele, którzy złożyli oświadczenie o chęci skorzystania z prawa opcji na rzecz państwa obcego.
Do czynnej służby w ZSO powoływał obywateli komendant powiatowy za zezwoleniem starosty. Z chwilą otrzymania wezwania do stawienia się do służby członek straży podlegał przepisom dyscyplinarnym obowiązującym w ZSO. Władzę dyscyplinarną w ZSO sprawowali komendanci (główny, wojewódzki, obwodowy, powiatowy) i ich zastępcy. Na członków straży mogły być nałożone kary dyscyplinarne w postaci kary pieniężnej do 1000 mk lub do sześciu tygodni aresztu.
Komenda Wojewódzka ZSO w Poznaniu ściśle współdziałała z Okręgowym Inspektoratem Armii Ochotniczej przy Dowództwie Okręgu Generalnego „Poznań”. Autorzy sprawozdania z działalności OIAO podkreślili, że straż „z czasem coraz więcej nabierała charakteru wojskowego tak pod względem wyćwiczenia, jak dyscypliny. I niezawodnie w razie potrzeby użycie jej wojskowe okazało by się możliwe i korzystne. Straż przesyłała rozkazy swoje Inspektoratowi, zasięgając we wszystkich swych poczynaniach rady i wskazówki. Starano się jej nadać coraz bardziej charakter wojskowy”.
Dopiero 30 lipca 1920 w prasie poznańskiej poinformowano o powołaniu Zachodniej Straży Obywatelskiej.
7 sierpnia 1920 w „Dzienniku Poznańskim” opublikowane zostało wezwanie dowódcy II dzielnicy do stawienia się obywateli Chwaliszewa, Śródki, Zawad, Zagórza i Świętego Rocha do stawienia się w ciągu najbliższych pięciu dni w biurze Komendy ZSO, w bibliotece Prusa, Chwaliszewo 74 celem przeprowadzenia spisu oraz w dniu 10 sierpnia na zbiórce w szkole ludowej przy ulicy Bydgoskiej. W tym samym numerze gazety Dowództwo ZSO dzielnicy Górczyn i Świętego Łazarza wezwało obywateli do stawienia się na zbiórce na placu Ciętym (obecnie przy ulicy Kazimierza Jarochowskiego).
Minister byłej Dzielnicy Pruskiej, Władysław Kucharski mianował p. Juliana Langego, komendantem głównym ZSO i jednocześnie komendantem wojewódzkim na województwo poznańskie oraz p. Bronisława Śniegockiego - zastępcą komendanta wojewódzkiego na województwo poznańskie.
Według stanu na dzień 1 grudnia 1920 r. ZSO liczyła 171.410 członków z czego 107.459 członków przypadała na Wielkopolskę. Spośród 171.410 członków 70.781 mężczyzn posiadało przeszkolenie wojskowe.
16 kwietnia 1921 Naczelnik Państwa Józef Piłsudski ratyfikował Traktat Pokoju między Polską a Rosją i Ukrainą, podpisany w Rydze dnia 18 marca 1921.
28 kwietnia 1921 Rada Ministrów wydała rozporządzenie w przedmiocie rozwiązania Zachodniej Straży Obywatelskiej. Rozporządzenie weszło w życie z dniem 19 maja 1921. Likwidację ZSO przeprowadził Minister byłej Dzielnicy Pruskiej.